# 格洛格許斯山
46°45′50.8″N 08°15′31″E / 46.764111°N 8.25861°E

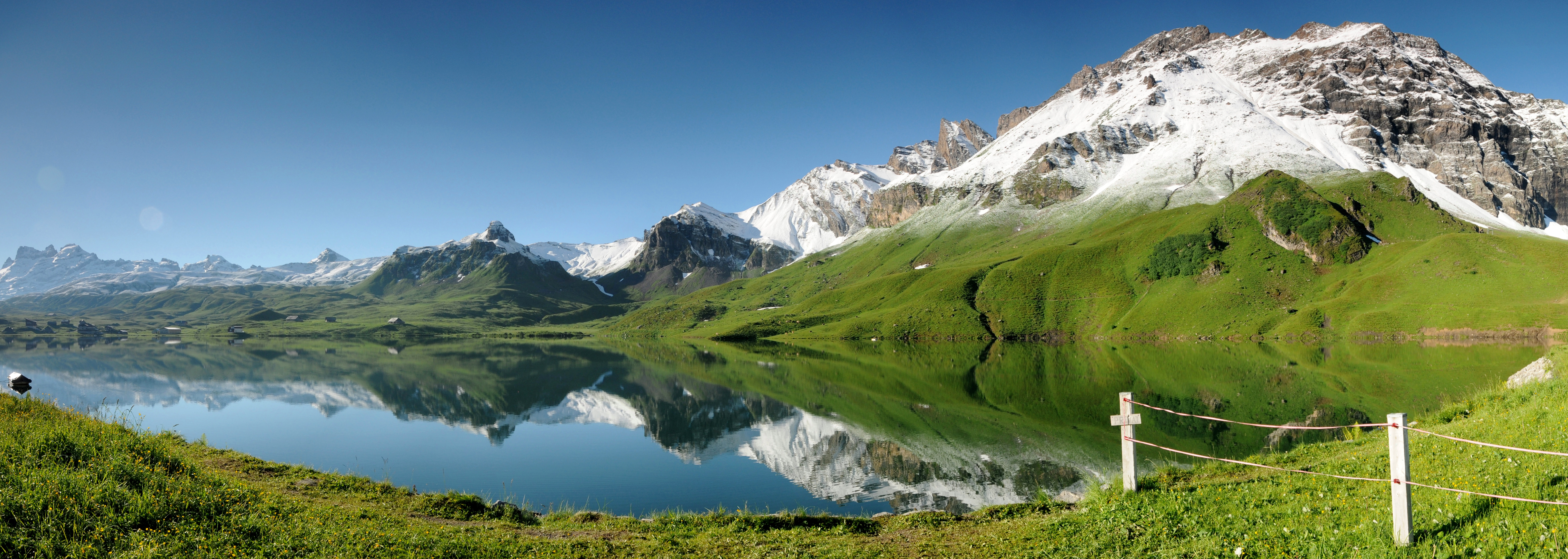

格洛格許斯山（Glogghüs），是瑞士的山峰，位於該國中部，處於上瓦爾登州和伯恩州接壤的邊界，屬於烏里山的一部分，海拔高度2,534米，每年平均降雨量2,465毫米。